# Роксана Вікалюк
Роксана Вікалюк (нар. 10 серпня 1973, Тернопіль) — українська співачка, композитор, аранжувальник, піаністка та акторка, лауреат конкурсів, автор чотирьох аудіо-альбомів. Живе і працює у Польщі з 1994 року.

## Біографія
Народилась у Тернополі. Закінчила Тернопільське музичне училище імені С. Крушельницької по класу фортепіано. Зацікавилась джазом, тоді й виявилось велике бажання співати. Почавши брати приватні уроки співу, виступала у тернопільському джаз-клубі «Нічлава». Та після вбивства власника клубу, він перетворився невдовзі в Казино, а джаз-менам довелося пошукати собі інших місць для реалізації своїх творчих пошуків.
Знялася у відеокліпі «MIDNIGHT SUN», де виконала однойменний джазовий стандарт Л. Хемптона (потрапив до першої десятки кліпів у програмі ТЕРИТОРІЯ «А» українського телебачення.
Невдовзі виїхала до Польщі, на Шльонск, де познайомилась з легендарним рок-музикантом Юзефом Скржеком, лідером гурту SBB. Разом реалізували багато надзвичайно цікавих, необмежених у своїй формі та творчому вираженні проектів, результатом яких стали аудіо- та відеозаписи. Для Роксани це був період виходу поза традиційний джаз, початок заглиблення у поняття імпровізації у пошуках власних форм творчого самовираження. У цей час Роксана почала створювати власні композиції.
У Варшаві познайомилась з Першою Дамою польського Джазу Евою Бем, під творчою опікою якої закінчила відділення джазового вокалу у варшавській Післяліцейній Школі. У тому самому часі заснувала гурт «MIZRAH», з яким здійснила запис першого власного проекту під назвою «Mizrah» (2002). Це акустичний альбом, до якого увійшли етно-мелодії та композиції Р. Вікалюк у джазових обробках. Варто підкреслити, що так зване творче благословення на запис альбому Роксана отримала від Чеслава Нємена.
Після закінчення варшавської Школи поступила на відділення джазової композиції та аранжування до Музичної Академії у Катовицях. Почала виступати соло, акомпонуючи собі на електронних інструментах та фортепіано. В результаті виступів з'явився запис live альбому «Barwy» (спів, манульна електроніка), виданого фірмою WYDAWNICTWO 21, Варшава(2005). Тут, на тлі незмінного впливу джазу, ще сильніше відчувається розвиток етно-тематики, переважно української. У творчості Р. Вікалюк це був початок зародження напрямку Folk-Electronic-Progressive, у якому працює до теперішнього часу.
«Театральний період» у творчості Роксани настав відразу ж після захисту копозиторсько-аранжувального магістерського диплому. Співпраця з Єврейським Театром та Театром «Рампа» (Варшава) — це зовсім інший сценічний досвід, завдяки якому Роксана ще більш реалізувалася не тільки як музикант, але також як акторка. Так, у 2008 р. написала музику до вистави «Jaskółka» («Ластівка») за оповіданням І. Тургенєва «Живые мощи», у якій також виступила у ролі співачки та акторки. Однойменний альбом Роксана видала у 2010 р. Це музика, створена на основі російських, білоруських пісень та старослов'янських мелодій.
Проекти 2010’:
- «Taki jeden dzień» («Ось такий день») — камерна музична вистава, створена Роксаною Вікалюк та акторкою Єврейського Театру Монікою Хжонстовскою на основі оповідань Ш. Алейхема. Тут переплітаються українські та єврейські мотиви — все те, що було близьким великому письменнику (наррація, вокал, тромбон, електроніка);
- «Drzewo Światów. Opowieści czterech szamanów» («Дерево світів. Оповідання чотирьох шаманів») — електронне звучання, спеціальні ефекти, вокалізи… — все це вплетено у вічну Музику Природи… Це сюїта, яка ілюструє збірку баснів, створених на основі шаманських легенд, здебільшого народів Сибіру (автор — Мачєй Панабажис). Проект видано у формі книги з залученим компактдиском.
У 2012 році працює над шоу Ach! Odessa-mama (Ах! Одеса-мама) … (Єврейський театр, реж. Й. Шурмей), в якому вона зіграла роль Чорного клоуна. Виступає сольно та з Вольфрамом Спирою та Робертом Голлом (гітара) у рамках виставки сучасного мистецтва Documenta (Кассель, Німеччина). Проводить вокальні майстер-класи в Німеччині.
З 2013 року продовжує виступати в єврейському театрі, виступає з концертами в Україні, Німеччині та Польщі. Вона виступила як спеціальний гість у телепрограмі «Музика для дорослих» (ведуча — Марія Бурмака, Україна, Київ). З нагоди 20-ї річниці власної творчої діяльності вона виступила з театральним концертом Dijstwo (м. Тернополь , драматичний театр).
На даний момент Роксана також продовжує виступати з програмою соло, розвиваючи ідею поєднання Східних коренів з настроями Заходу. Акомпонуючи собі на фортепіано та електронних інструментах, виконує, перш за все, стародавні українські мелодії у власних обробках, а також власні композиції, кладе на музику поезії Т. Шевченка, І Франка, Б. Лепкого…

## Дискографія

### Індивідуальні альбоми
- Mizrah — wyd. Jazz Forum Records 036 (2002)
- Barwy — wyd. Wydawnictwo 21 (2005)
- Jaskółka — wyd. e-silesia.info ESCD 023 (2010)
- Drzewo Światów. Opowieści czterech szamanów — książka autorstwa M. Panabażysa z płytą CD zawierającą suitę Drzewo światów. Jasna Strona (2010).

### Компакт-диски
- Kantata Maryjna — Live — MC PN Muza CK-1500 (1997)
- Viator znak pokoju, w składzie: Józef Skrzek, Roksana Wikaluk, Beata Mańkowska, Aleksandra Poniszowska (2004)
- Tryptyk petersburski — Józef Skrzek East Wind. Wydawnictwo 21, 21.016 (2007)
- Moon&Melody. Overture — z Wolframem DER Spyrą, PC Moon&Melody (2011)

### Брала участь у
- Jesteś, Który jesteś — Józef Skrzek, Wiesław Komasa, 2CD Jazz'n'Java Records JNJ 0001 (2001)
- Dzwonią dzwoneczki, muzyka gra, a kolęda nadal trwa — CD Jazz'n'Java Records JNJ 008 (2001); wyd. II — www.RadioCB29.com, Toronto — Józef i Alina Skrzek
- Słone perły — dbc 004 (2001)
- Inny świat — Karolina Brodniewicz, KBCD-F33-01 (2011)
- The Dreams of Little Se — Odysseas Konstantinopoulos (2013)